# Erich Probst
Erich Probst, född 5 december 1927, död 16 mars 1988, var en österrikisk fotbollsspelare.
Erich Probst var den stora anfallsstjärnan när Österrike tog brons vid VM 1954 i Schweiz. Probst stod för sex mål under turneringen och kom på en andraplats i VM:s skytteliga. Probst stod bland annat för ett hat-trick mot Tjeckoslovakien i gruppspelet. 

## Meriter
- VM i fotboll: 1954
  - VM-brons 1954